# Sadirac
Sadirac är en kommun i departementet Gironde i regionen Nouvelle-Aquitaine i sydvästra Frankrike. Kommunen ligger i kantonen Créon som tillhör arrondissementet Bordeaux. År 2022 hade Sadirac 4 718 invånare.

## Befolkningsutveckling
Antalet invånare i kommunen Sadirac
Referens:INSEE